# Rudolf Merian

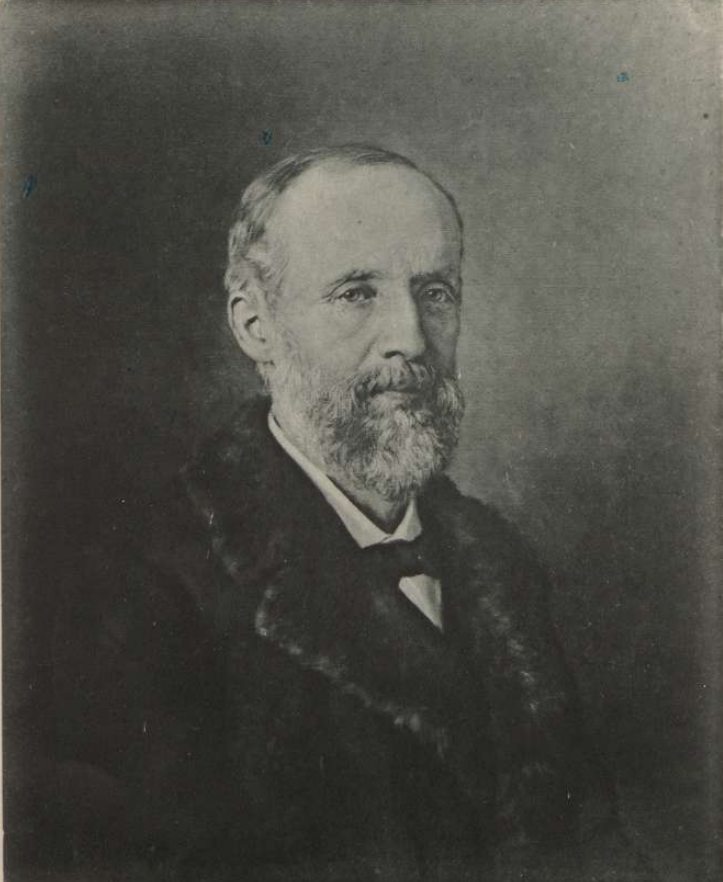
Rudolf Merian-Iselin

Rudolf Johann Merian (* 17. Oktober 1820 in Basel; † 4. November 1891 ebenda) war ein Schweizer Offizier, Politiker und Mäzen.

## Leben
Rudolf Merian stammte aus einer wohlhabenden Familie. Nach einem abgebrochenen Studium der Jurisprudenz besuchte Merian 1848 die Eidgenössische Central-Militärschule in Thun, dann die École d'état-major in Compiègne. Im Sommer 1859 gehörte er zu jenen sechzehn Offizieren, die auf Befehl von Oberinstruktor Hans Wieland drei Wochen lang zu Pferde die Südwestgrenze der Schweiz rekognoszierten. Von 1858 bis 1891 war er Mitglied des Grossen Rats sowie von 1861 bis 1868 des Kleinen Rats von Basel. Im Jahr 1866 wurde er Oberst, 1870 im Zuge der Grenzbesetzung während des Deutsch-Französischen Krieges Stabschef der 1. Division, 1872 Kommandant der 2. Division, 1875 Oberstdivisionär und Kommandant der 4. Division. Im Jahr 1876 trat Merian wegen Differenzen mit der Armeeführung zurück.
Merian unternahm von 1842 bis 1844 eine ausgedehnte Studienreise nach Italien. Begleitet wurde er von dem aus Mosnang stammende Architekt, Maler und Dichter Johann Georg Müller. Die Reise führte sie zu den Baudenkmälern der Toskana, Roms und Siziliens.
Im Jahr 1869 wurde Merian Ehrenbürger von Meggen, wo er eine Sommerresidenz besass und die Gemeinde finanziell unterstützte. Auch in Basel war er wohltätig, unter anderem trug er 80.000 Franken zur Tilgung der Bauschuld der Kunsthalle Basel bei. Merian engagierte sich auch sonst für die Kunst. So präsidierte er von 1855 bis 1857 den Schweizerischen Kunstverein und danach den Basler Kunstverein. Er erreichte auch, dass der Basler Bildhauer Ferdinand Schlöth, der die vorangehenden Wettbewerb gewonnen hatte, 1859 den definitiven Auftrag für das Ausführungsmodell des Winkelrieddenkmals erhielt. Zudem kaufte oder bestellte er bei Schlöth 1862 eine Christusbüste, vor 1874 eine Marmorkopie des Molosserhunds im Vatikan samt einem spiegelverkehrten Gegenstück und 1881 zwei Marmorvasen mit allegorisch-mythologischen Reliefdarstellungen.
Auf eine grosszügige Stiftung von Rudolf Merians Witwe Adelheid Merian-Iselin von 100.000 Franken im Jahr 1901 geht das Basler Merian-Iselin-Spital zurück.

## Werke (Auswahl)
- Mein Abschied von der IV. Armee-Division. Schweighauser Druck, Basel 1876.
- Versuch einer Schiesstheorie für schweizerische Offiziere der Infanterie und Cavallerie, den Offizieren der IV. schweizerischen Armee-Division gewidmet zum Andenken an ihren früheren Divisions-Commandanten. 1877, dritte Auflage 1880.